# Llista de monuments de Vidreres
Llista de monuments de Vidreres inclosos en l'Inventari del Patrimoni Arquitectònic Català per al municipi de Vidreres (Selva). Inclou els inscrits en el Registre de Béns Culturals d'Interès Nacional (BCIN) amb la classificació de monument històric, els Béns Culturals d'Interès Local (BCIL) de caràcter immoble i la resta de béns arquitectònics integrants del patrimoni cultural català.
| Monument                                     | Protecció    | Estil/època                       | Localització                               | Coordenades                                          | Codi?         | Imatge |
| -------------------------------------------- | ------------ | --------------------------------- | ------------------------------------------ | ---------------------------------------------------- | ------------- | --- |
| Castell de Sant Iscle, o Castell de Vidreres | BCIN 1747-MH | Romànic XII-XIII, XV              | Vidreres                                   | 41° 47′ 06″ N, 2° 48′ 27″ E / 41.785003°N,2.807630°E | RI-51-0006163 | Castell de Sant Iscle (Vidreres) · Vegeu més fotos d'aquest monument · Carregueu una nova foto d'aquest monument               |
| Torre Llobet                                 | BCIN 1748-MH | XV-XVI, XVIII-XIX                 | Vidreres                                   | 41° 47′ 14″ N, 2° 48′ 25″ E / 41.787146°N,2.807046°E | RI-51-0006164 | Torre Llobet (Vidreres) · Vegeu més fotos d'aquest monument · Carregueu una nova foto d'aquest monument                        |
| Llinda de Can Sais-Jansana, o Can Burjachs   |              | Obra popular XVIII                | Vidreres C. dels Dolors, 2                 | 41° 47′ 27″ N, 2° 46′ 51″ E / 41.79086°N,2.78089°E   | IPA-27181     | Carregueu una nova foto d'aquest monument                                                                                      |
| Can Remigio                                  |              | Obra popular XVI, XX              | Vidreres C. Barcelona, 3                   | 41° 47′ 19″ N, 2° 46′ 45″ E / 41.78853°N,2.7793°E    | IPA-27182     | Can Remigio (Vidreres) · Vegeu més fotos d'aquest monument · Carregueu una nova foto d'aquest monument                         |
| Can Babaià                                   |              | Obra popular XIX                  | Vidreres Ctra. Llagostera, km 1            | 41° 47′ 25″ N, 2° 47′ 30″ E / 41.79029°N,2.79168°E   | IPA-27183     | Can Babaià (Vidreres) · Vegeu més fotos d'aquest monument · Carregueu una nova foto d'aquest monument                          |
| Torre-molí Llobet                            |              | Obra popular XIX                  | Vidreres Ctra. Llagostera, km 4            |                                                      | IPA-27184     | Carregueu una nova foto d'aquest monument                                                                                      |
| Can Surriga, o Cal Ros                       |              | Obra popular XVIII, XX            | Vidreres Pl. de l'Església, 1              | 41° 47′ 19″ N, 2° 46′ 46″ E / 41.78867°N,2.77949°E   | IPA-27185     | Can Surriga (Vidreres) · Vegeu més fotos d'aquest monument · Carregueu una nova foto d'aquest monument                         |
| Forn de Can Noguera                          |              | Obra popular XVII                 | Vidreres Bosc de Can Mundet                | 41° 46′ 13″ N, 2° 51′ 46″ E / 41.77036°N,2.86289°E   | IPA-27186     | Carregueu una nova foto d'aquest monument                                                                                      |
| El Molí de Vent                              |              | Obra popular XIX Inici            | Vidreres Al costat de Can Mundet           | 41° 45′ 31″ N, 2° 51′ 38″ E / 41.75874°N,2.86056°E   | IPA-27187     | Carregueu una nova foto d'aquest monument                                                                                      |
| Can Dalemus                                  |              | Obra popular XVI                  | Vidreres C. Barcelona, 16                  | 41° 47′ 17″ N, 2° 46′ 44″ E / 41.78812°N,2.77889°E   | IPA-27188     | Can Dalemus (Vidreres) · Vegeu més fotos d'aquest monument · Carregueu una nova foto d'aquest monument                         |
| Can Caulès                                   |              | Obra popular XIX                  | Vidreres Caulès                            | 41° 46′ 24″ N, 2° 50′ 49″ E / 41.77329°N,2.84706°E   | IPA-27189     | Can Caulès (Vidreres) · Vegeu més fotos d'aquest monument · Carregueu una nova foto d'aquest monument                          |
| Can Mundet                                   |              | Obra popular XVI, XIX             | Vidreres Caulès                            | 41° 45′ 56″ N, 2° 51′ 43″ E / 41.7656°N,2.86194°E    | IPA-27190     | Can Mundet (Vidreres) · Vegeu més fotos d'aquest monument · Carregueu una nova foto d'aquest monument                          |
| Ermita de Santa Susanna                      |              | Preromànic IX, XVIII, XX          | Vidreres Caulès                            | 41° 46′ 23″ N, 2° 50′ 50″ E / 41.77306°N,2.84716°E   | IPA-27191     | Ermita de Santa Susanna (Vidreres) · Vegeu més fotos d'aquest monument · Carregueu una nova foto d'aquest monument             |
| Can Calonis, o Can Rajol                     |              | Obra popular XIX                  | Vidreres Les Bòries                        | 41° 47′ 33″ N, 2° 47′ 31″ E / 41.79242°N,2.79183°E   | IPA-27192     | Can Calonis (Vidreres) · Vegeu més fotos d'aquest monument · Carregueu una nova foto d'aquest monument                         |
| Escorxador Municipal                         |              | Obra popular, eclecticisme XIX    | Vidreres C. de Lloret - av. Mediterrani, 1 | 41° 47′ 14″ N, 2° 46′ 33″ E / 41.78734°N,2.77577°E   | IPA-27193     | Escorxador Municipal (Vidreres) · Vegeu més fotos d'aquest monument · Carregueu una nova foto d'aquest monument                |
| Can Masó                                     |              | Obra popular XVIII                | Vidreres Pl. de l'Església, 7              | 41° 47′ 20″ N, 2° 46′ 45″ E / 41.78891°N,2.77918°E   | IPA-27194     | Can Masó (Vidreres) · Vegeu més fotos d'aquest monument · Carregueu una nova foto d'aquest monument                            |
| Can Llagosteres                              |              | Obra popular XVIII                | Vidreres Pl. Pompeu Fabra, 18              | 41° 47′ 22″ N, 2° 46′ 42″ E / 41.78945°N,2.77841°E   | IPA-27195     | Can Llagosteres (Vidreres) · Vegeu més fotos d'aquest monument · Carregueu una nova foto d'aquest monument                     |
| Can Morenet                                  |              | XIX Mitjan                        | Vidreres C. Barcelona, 22                  | 41° 47′ 16″ N, 2° 46′ 43″ E / 41.7879°N,2.77874°E    | IPA-27196     | Can Morenet (Vidreres) · Vegeu més fotos d'aquest monument · Carregueu una nova foto d'aquest monument                         |
| Mas Flassià                                  |              | Obra popular XVI                  | Vidreres Av. Mas Flassià                   | 41° 47′ 31″ N, 2° 46′ 11″ E / 41.79206°N,2.76982°E   | IPA-27197     | Mas Flassià (Vidreres) · Vegeu més fotos d'aquest monument · Carregueu una nova foto d'aquest monument                         |
| Ca n'Iscle                                   |              | Obra popular XIX                  | Vidreres Pl. Església, 6                   | 41° 47′ 20″ N, 2° 46′ 45″ E / 41.78886°N,2.77907°E   | IPA-27198     | Ca n'Iscle (Vidreres) · Vegeu més fotos d'aquest monument · Carregueu una nova foto d'aquest monument                          |
| Casa Doctor Deulofeu                         |              | Obra popular XX                   | Vidreres C. Dr. Deulofeu, 7                | 41° 47′ 19″ N, 2° 46′ 47″ E / 41.7886°N,2.77976°E    | IPA-27199     | Casa Doctor Deulofeu (Vidreres) · Vegeu més fotos d'aquest monument · Carregueu una nova foto d'aquest monument                |
| Can Prat                                     |              | Modernisme XIX                    | Vidreres C. Catalunya, 27                  | 41° 47′ 22″ N, 2° 46′ 49″ E / 41.78949°N,2.78028°E   | IPA-27201     | Can Prat (Vidreres) · Vegeu més fotos d'aquest monument · Carregueu una nova foto d'aquest monument                            |
| Església parroquial de Santa Maria           |              | Barroc XVI                        | Vidreres Pl. de l'Església                 | 41° 47′ 20″ N, 2° 46′ 46″ E / 41.78894°N,2.77942°E   | IPA-27202     | Església parroquial de Santa Maria (Vidreres) · Vegeu més fotos d'aquest monument · Carregueu una nova foto d'aquest monument  |
| Can Boada                                    |              | Obra popular XIX                  | Vidreres C. Barcelona, 37                  | 41° 47′ 15″ N, 2° 46′ 43″ E / 41.78758°N,2.77865°E   | IPA-27203     | Can Boada (Vidreres) · Vegeu més fotos d'aquest monument · Carregueu una nova foto d'aquest monument                           |
| Ajuntament de Vidreres                       | BCIL 2012    | Eclecticisme XIX (1894)           | Vidreres Pl. Catalunya, 29                 | 41° 47′ 23″ N, 2° 46′ 49″ E / 41.78963°N,2.7804°E    | IPA-27204     | Ajuntament de Vidreres · Vegeu més fotos d'aquest monument · Carregueu una nova foto d'aquest monument                         |
| Casino La Unió                               |              | Eclecticisme XIX Final            | Vidreres Pl. Catalunya, 15                 | 41° 47′ 21″ N, 2° 46′ 48″ E / 41.78929°N,2.77991°E   | IPA-27205     | Casino La Unió (Vidreres) · Vegeu més fotos d'aquest monument · Carregueu una nova foto d'aquest monument                      |
| Can Lluís                                    |              | Obra popular XVIII                | Vidreres                                   | 41° 47′ 56″ N, 2° 46′ 17″ E / 41.79889°N,2.77131°E   | IPA-27208     | Can Lluís (Vidreres) · Vegeu més fotos d'aquest monument · Carregueu una nova foto d'aquest monument                           |
| Cal Pere, o Can Mir, Cal Sor                 |              | Obra popular XIX                  | Vidreres C. Barcelona, 17                  | 41° 47′ 18″ N, 2° 46′ 45″ E / 41.78838°N,2.77918°E   | IPA-27209     | Cal Pere (Vidreres) · Vegeu més fotos d'aquest monument · Carregueu una nova foto d'aquest monument                            |
| Mas Colomer                                  |              | Obra popular XVII                 | Vidreres Ctra. de Llagostera, km 3         | 41° 47′ 32″ N, 2° 48′ 08″ E / 41.79227°N,2.80234°E   | IPA-27210     | Carregueu una nova foto d'aquest monument                                                                                      |
| Trinxeres del bosc de Can Puig               |              | Obra popular XX (1936-1939)       | Vidreres                                   | 41° 46′ 55″ N, 2° 47′ 32″ E / 41.78203°N,2.79214°E   | IPA-31256     | Trinxeres del bosc de Can Puig (Vidreres) · Vegeu més fotos d'aquest monument · Carregueu una nova foto d'aquest monument      |
| Ca l'Artau                                   |              | Obra popular XVIII                | Vidreres C. Nou                            | 41° 47′ 21″ N, 2° 46′ 41″ E / 41.7891°N,2.77806°E    | IPA-31257     | Ca l'Artau (Vidreres) · Vegeu més fotos d'aquest monument · Carregueu una nova foto d'aquest monument                          |
| Ca l'Aulet                                   |              | Obra popular XVIII                | Vidreres                                   | 41° 47′ 47″ N, 2° 49′ 35″ E / 41.79629°N,2.82627°E   | IPA-31258     | Carregueu una nova foto d'aquest monument                                                                                      |
| Can Balmanya                                 |              | Obra popular XIX, XX              | Vidreres C. Nou                            | 41° 47′ 20″ N, 2° 46′ 41″ E / 41.789°N,2.77796°E     | IPA-31259     | Can Balmanya (Vidreres) · Vegeu més fotos d'aquest monument · Carregueu una nova foto d'aquest monument                        |
| Can Batlle                                   |              | Obra popular XVII                 | Vidreres                                   | 41° 46′ 22″ N, 2° 46′ 16″ E / 41.77278°N,2.77109°E   | IPA-31260     | Can Batlle (Vidreres) · Vegeu més fotos d'aquest monument · Carregueu una nova foto d'aquest monument                          |
| Can Borrell, o Can Massa                     |              | Modernisme XX                     | Vidreres C. dels Dolors, 51                | 41° 47′ 27″ N, 2° 46′ 50″ E / 41.79082°N,2.78051°E   | IPA-31261     | Can Borrell (Vidreres) · Vegeu més fotos d'aquest monument · Carregueu una nova foto d'aquest monument                         |
| Can Castells                                 |              | Obra popular XVII, XVIII, XIX, XX | Vidreres                                   | 41° 46′ 53″ N, 2° 45′ 40″ E / 41.78142°N,2.76108°E   | IPA-31263     | Carregueu una nova foto d'aquest monument                                                                                      |
| Can Gotarra                                  |              | Obra popular XVIII                | Vidreres C. Nou, 24                        | 41° 47′ 20″ N, 2° 46′ 41″ E / 41.78875°N,2.77792°E   | IPA-31265     | Can Gotarra (Vidreres) · Vegeu més fotos d'aquest monument · Carregueu una nova foto d'aquest monument                         |
| Can Manlleu                                  |              | Obra popular XV                   | Vidreres                                   | 41° 47′ 19″ N, 2° 47′ 13″ E / 41.78862°N,2.78705°E   | IPA-31266     | Can Manlleu (Vidreres) · Vegeu més fotos d'aquest monument · Carregueu una nova foto d'aquest monument                         |
| Can Mir                                      |              | Obra popular XVIII, XIX, XX       | Vidreres Sant Quirze Jordà, 10             | 41° 47′ 17″ N, 2° 46′ 40″ E / 41.78803°N,2.77783°E   | IPA-31268     | Can Mir (Vidreres) · Vegeu més fotos d'aquest monument · Carregueu una nova foto d'aquest monument                             |
| Can Xiberta                                  |              | Obra popular XIX                  | Vidreres C. Orient, 18                     | 41° 47′ 18″ N, 2° 46′ 51″ E / 41.7883°N,2.78091°E    | IPA-31273     | Can Xiberta (Vidreres) · Vegeu més fotos d'aquest monument · Carregueu una nova foto d'aquest monument                         |
| Can Xicu Fulla                               |              | Obra popular XIX                  | Vidreres                                   | 41° 47′ 41″ N, 2° 46′ 54″ E / 41.7948°N,2.78171°E    | IPA-31274     | Carregueu una nova foto d'aquest monument                                                                                      |
| Can Xirgu                                    |              | Eclecticisme XIX, XX              | Vidreres C. Ponent, 23                     | 41° 47′ 19″ N, 2° 46′ 41″ E / 41.78853°N,2.77792°E   | IPA-31275     | Can Xirgu (Vidreres) · Vegeu més fotos d'aquest monument · Carregueu una nova foto d'aquest monument                           |
| Torre de Puig Castellar                      |              | Medieval                          | Vidreres Puig Castellar                    | 41° 46′ 53″ N, 2° 49′ 13″ E / 41.78125°N,2.82037°E   | IPA-31277     | Carregueu una nova foto d'aquest monument                                                                                      |
| Can Sis Dits                                 |              | Obra popular XVIII, XX            | Vidreres Les Bòries                        | 41° 48′ 05″ N, 2° 47′ 09″ E / 41.80127°N,2.78575°E   | IPA-31271     | Carregueu una nova foto d'aquest monument                                                                                      |
| Can Pla                                      |              | Obra popular XVI                  | Vidreres Pla de la Font                    | 41° 46′ 56″ N, 2° 48′ 10″ E / 41.78216°N,2.80264°E   | IPA-27200     | Carregueu una nova foto d'aquest monument                                                                                      |
| Can Canyet                                   |              | Obra popular XVIII, XX            | Vidreres Pla de la Font                    | 41° 46′ 56″ N, 2° 47′ 56″ E / 41.78227°N,2.79876°E   | IPA-31262     | Can Canyet (Vidreres) · Vegeu més fotos d'aquest monument · Carregueu una nova foto d'aquest monument                          |
| Can Gener                                    |              | Obra popular XVI                  | Vidreres Pla de la Font                    | 41° 47′ 02″ N, 2° 48′ 04″ E / 41.78389°N,2.80111°E   | IPA-31264     | Carregueu una nova foto d'aquest monument                                                                                      |
| Can Massa Súria                              |              | Obra popular XVIII, XIX, XX       | Vidreres Pla de la Font                    | 41° 46′ 44″ N, 2° 47′ 15″ E / 41.77899°N,2.78747°E   | IPA-31267     | Can Massa Súria (Vidreres) · Vegeu més fotos d'aquest monument · Carregueu una nova foto d'aquest monument                     |
| Can Pau Andreu                               |              | Obra popular XVIII                | Vidreres Pla de la Font                    | 41° 46′ 22″ N, 2° 47′ 42″ E / 41.77281°N,2.79488°E   | IPA-31269     | Carregueu una nova foto d'aquest monument                                                                                      |
| Can Sala                                     |              | Obra popular XVII, XVIII, XXI     | Vidreres Pla de la Font                    | 41° 46′ 36″ N, 2° 46′ 26″ E / 41.77674°N,2.774°E     | IPA-31270     | Carregueu una nova foto d'aquest monument                                                                                      |
| Can Tonet                                    |              | Obra popular XV                   | Vidreres Pla de la Font                    | 41° 46′ 39″ N, 2° 46′ 23″ E / 41.77759°N,2.77309°E   | IPA-31272     | Can Tonet (Vidreres) · Vegeu més fotos d'aquest monument · Carregueu una nova foto d'aquest monument                           |
| Forn de rajols del Bosc de Can Puig          |              | Obra popular XIX                  | Vidreres Pla de la Font                    | 41° 46′ 48″ N, 2° 47′ 24″ E / 41.77995°N,2.79011°E   | IPA-31276     | Forn de rajols del Bosc de Can Puig (Vidreres) · Vegeu més fotos d'aquest monument · Carregueu una nova foto d'aquest monument |
| Búnquer de Can Vall-llosera                  |              | Obra popular XX (1936-1939)       | Vidreres Pla de la Font                    | 41° 46′ 50″ N, 2° 47′ 07″ E / 41.78051°N,2.78533°E   | IPA-31278     | Carregueu una nova foto d'aquest monument                                                                                      |
| Molí fariner Pau Andreu                      |              | Obra popular XVIII                | Vidreres                                   | 41° 46′ 21″ N, 2° 47′ 39″ E / 41.77237°N,2.79425°E   | IPA-43443     | Carregueu una nova foto d'aquest monument                                                                                      |
| Molí del Traginer                            |              | Obra popular XVIII                | Vidreres Cal Traginer                      | 41° 46′ 28″ N, 2° 46′ 18″ E / 41.77457°N,2.77155°E   | IPA-46345     | Carregueu una nova foto d'aquest monument                                                                                      |